# Daredevil (Comic)

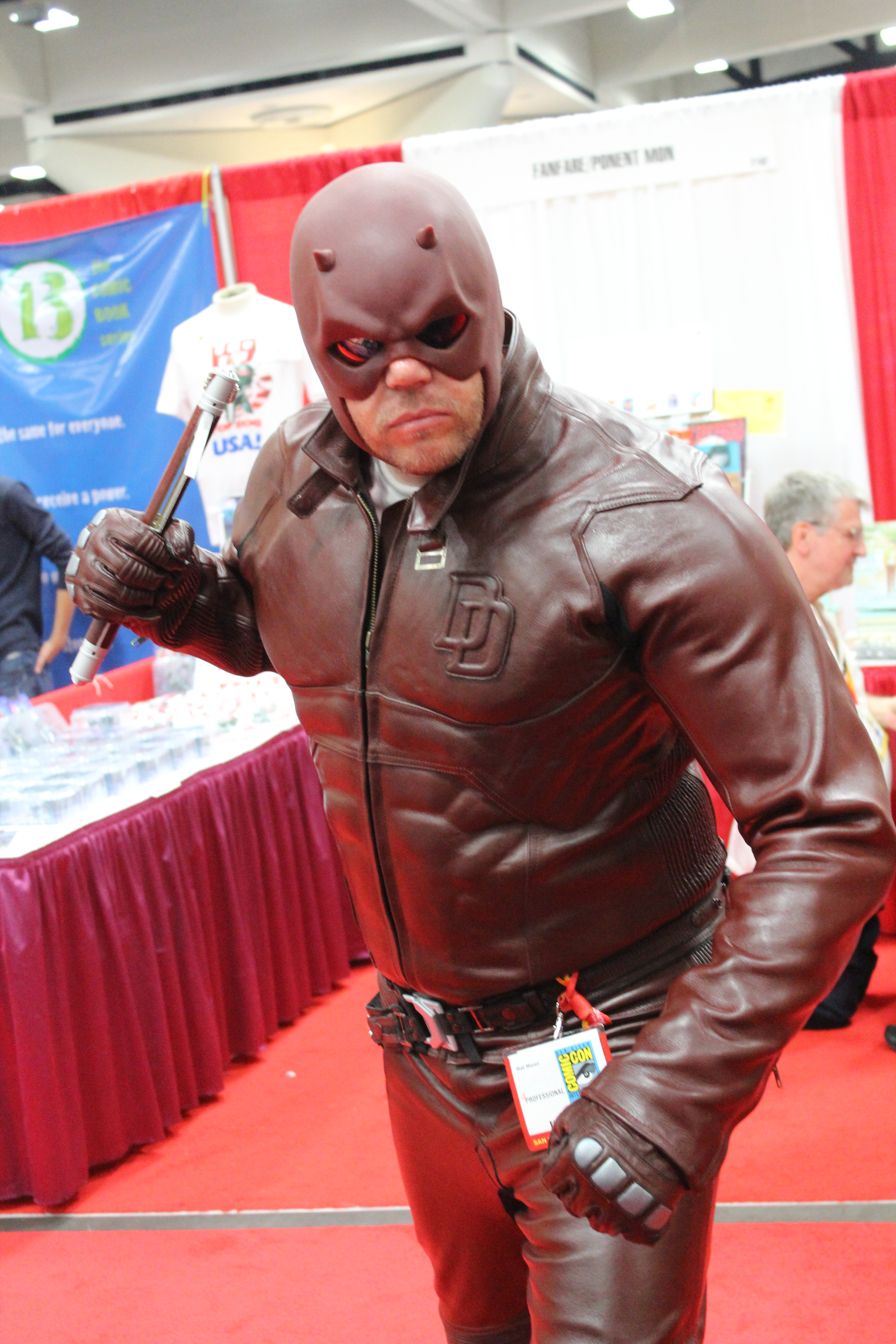
Daredevil - fiktiver Superheld (2012)

Daredevil (englisch für Draufgänger, Teufelskerl) ist eine Superheldenfigur, die in den gleichnamigen Comics des US-amerikanischen Verlags Marvel Comics auftritt. Die Figur wurde von Comicautor Stan Lee sowie den Zeichnern Bill Everett und Jack Kirby erdacht. Ihren ersten Auftritt hatte sie 1964 in Daredevil #1. 2003 wurde ein Spielfilm mit Daredevil als Hauptfigur veröffentlicht, 2015 eine Realserie.
Im deutschsprachigen Raum erschien Daredevil zum ersten Mal unter dem Namen Devil Man 1968 in der Comicreihe Hit Comics Nr. 34 aus dem Bildschriftenverlag.

## Charakterbeschreibung und Entwicklung
Der junge Matt Murdock rettet einen blinden Passanten vor dem Zusammenstoß mit einem Lkw. Dabei wird er selbst angefahren und mit der Ladung, einer radioaktiven Flüssigkeit, übergossen. Zwar verliert er durch diesen Unfall sein Augenlicht, seine verbliebenen Sinne werden allerdings übermenschlich geschärft. Sein alleinerziehender Vater, der Boxer Jack Murdock, unterstützt den Sohn bei dessen Jurastudium, da er sich für ihn ein besseres Leben wünscht. Noch bevor Matt sein Studium abschließt, wird sein Vater von Kriminellen ermordet, nachdem er sich geweigert hat, einen Boxkampf absichtlich zu verlieren. Matt eröffnet nach dem Tod seines Vaters eine kleine Anwaltskanzlei mit seinem langjährigen Freund Franklin „Foggy“ Nelson. Aus dem Boxermantel seines Vaters fertigt er ein Kostüm an, das er trägt, während er sich auf die Suche nach den Mördern seines Vaters macht. Er bringt diese zur Strecke, beschließt aber, die Jagd nach Verbrechern als „Daredevil“ weiterzuführen.
Dabei verlässt er sich auf seine geschärften Sinne und die Fähigkeiten, die ihm in jungen Jahren von Stick, einem Ninja-Meister, beigebracht worden sind. Der Name des Alter Egos stammt noch aus seiner Kindheit. Matt, der lernte, um Anwalt zu werden, wurde von den Kindern seiner Nachbarschaft ironisch „Teufelskerl“ gerufen.
Handlungsort ist meist Hell’s Kitchen in New York City. Zu den bekanntesten Gegenspielern gehören der Verbrecherboss Wilson Fisk alias „Kingpin“, der Söldner „Bullseye“ und die Meuchelmörderin Elektra, die von der japanischen Organisation „Die Hand“ zur Kunoichi ausgebildet worden ist. Letztere heißt mit bürgerlichem Namen Elektra Natchios und ist einerseits eine enge Freundin Matt Murdocks aus dessen Studienzeit, andererseits aber auch immer wieder eine gefährliche Gegenspielerin Daredevils.

## Publikationsgeschichte
Daredevil wurde von Stan Lee und dem Zeichner Bill Everett erschaffen. Er hatte in den Vereinigten Staaten ersten Auftritt in Daredevil Nr. 1 aus dem Jahre 1964. Zu Beginn der Comicreihe trug Daredevil noch ein gelbes Kostüm, ehe er dann in Ausgabe 7 sein typisches rotes Kostüm mit dem doppelten „D“ auf der Brust erhielt. Ende der 1960er Jahre übernahm Gene Colan als Zeichner.
1979 wurde Frank Miller zunächst Zeichner, seit Ausgabe 168 auch Autor von Daredevil. Er überarbeitete die Serie und gab ihr „harte Szenarien und einen expressiven, actionbetonten Zeichenstil.“ Kingpin, der bis dahin eigentlich ein Antagonist von Spider-Man war, und Bullseye machte Miller zu neuen Hauptgegnern und er führte mit der Auftragsmörderin Elektra eine neue Figur ein.
Die Serie lief bis 1998 und erreichte Heft Nr. 380 und wurde dann mit einer erneut von Nr. 1 beginnenden Nummerierung neu gestartet. 2001 kam der Autor Brian Michael Bendis zur Serie und entwickelte die Rolle des Superhelden weiter, indem er u. a. Daredevils Geheimidentität in der Presse entlarven und ihn letztendlich im Gefängnis enden ließ. Hieran schloss der Autor Ed Brubaker an. Die zweite Serie lief bis Nr. 119. Anlässlich der 500. Daredevil-Ausgabe wurde die Nummerierung der ersten Serie mit Nr. 500 fortgesetzt und endete mit Ausgabe 512. Im Jahr 2011 übernahm der Comicautor Mark Waid die Serie und die Nummerierung begann erneut bei Nr. 1. Seit Ausgabe Nr. 12 ist Chris Samnee der reguläre Zeichner. Die Serie endete 2014 mit der Nummer 36. Die nunmehr vierte Daredevil-Serie wurde im Anschluss mit demselben Kreativteam und einer neuen Ausgabe 1 gestartet.
Neben einigen Nebentiteln wie Daredevil Annual oder Daredevil: Father hatte Daredevil in verschiedenen Serien Gastauftritte: In Fantastic Four, Spider-Man, Die Rächer, Elektra, What If, Marvel Knights, Defenders oder in Marvel Comics Presents.

## Publikationsgeschichte im deutschsprachigen Raum
Im deutschsprachigen Raum erschien die erste übersetzte Daredevil-Geschichte 1968 in der Comicreihe HIT-Comics Nr. 34 des Bildschriftenverlag unter dem Titel Devil Man, welches ein schwarz-weiß Nachdruck der US-amerikanischen Ausgabe von Daredevil Nr. 31 war. Es folgten über ein Dutzend weitere Veröffentlichungen in nicht-chronologischer Reihenfolge in der Reihe Hit Comics und später in der Reihe Der Dämon. Im Williams Verlag erschien von 1974 Daredevil unter dem Namen Der Dämon als Zweitserie in den Heften der Fantastischen Vier, beginnend mit der Nr. 1 in jedem Heft bis zur Endnummer 124 im Jahr 1978.
Danach ist Daredevil, wie er nun nach dem amerikanischen Original genannt wird, nur noch in einzelnen Ausgaben, Kurzserien oder einzelnen Sammelbänden bei den Verlagen Condor, Feest Comics, Marvel Deutschland und Panini Verlag erschienen. Seit 2000 wird die Serie vom Panini Verlag veröffentlicht, beginnend mit der ersten Ausgabe der zweiten US-Serie. Nachdem der Verlag die Heftserie nach drei Anläufen nach wenigen Ausgaben eingestellt hatte, erschien die Serie ab 2003 in der Sammelbandreihe Marvel Exklusiv, bis 2008 der Titelheld eine eigene Sammelbandreihe erhielt. Nachdem die Serie auch in den Vereinigten Staaten 2011 neu gestartet wurde, wurde ab 2012 von Panini die Sammelbände mit einer neuen Nummer 1 gestartet.

## Auftreten der Figur in anderen Medien
- 1981 hatte Daredevil einen ersten kurzen Auftritt im Fernsehen, in einer Folge von Spider-Man und seine außergewöhnlichen Freunde
- In Der unheimliche Hulk vor Gericht von 1989 hat Daredevil einen Auftritt neben der Marvel-Comicfigur Hulk.
- In den 1990ern trat Daredevil in einer Folge der Serie Die Fantastischen Vier mit neuen Abenteuern auf.
- Ebenso in den 1990ern trat die Figur in der Fernsehserie New Spider-Man auf.
- 2003 wurde der Comic mit Ben Affleck verfilmt. Daredevils Feinde im Film sind Kingpin und Bullseye. Wie bei den Comics folgte dem Daredevil-Film ein Elektra-Ableger, der 2005 unter dem Titel Elektra in die deutschsprachigen Kinos kam.
- In Iron Man: Armored Adventures (ab 2009) gab es einen Auftritt von Daredevil.
- Im April 2015 erschien beim Streaming-Anbieter Netflix eine 13-teilige erste Staffel einer Realserie mit dem Titel Marvel’s Daredevil als Teil des Marvel Cinematic Universe, in der Charlie Cox die Rolle des Daredevils übernahm. Im März 2016 folgte eine zweite Staffel, 2018 eine dritte Staffel, beide ebenfalls mit jeweils 13 Folgen. 2017 folgte mit Marvel’s The Defenders eine weitere Netflix-Serie, bestehend aus einer Staffel mit acht Folgen, in der Daredevil an der Seite von Jessica Jones, Iron Fist und Luke Cage auftaucht.
- seit 2021 verkörpert Cox Daredevil ebenfalls in regulären MCU-Projekten. Sein Debüt feierte er in Spider-Man: No Way Home (2021), danach folgten weitere Kurzauftritte in She-Hulk: Die Anwältin (2022) und Echo (2024). Zudem lieh er der Figur in der Animationsserie Der freundliche Spider-Man aus der Nachbarschaft (seit 2025) seine Stimme, ehe er für die Fortsetzung der alten Serie Daredevil: Born Again (seit 2025) zurückkehrte und diese wieder als Hauptdarsteller anführt.

## Rezeption und Wirkung
In den 1970er Jahren war Daredevil wenig erfolgreich. In den 1980er Jahren erlangte die Serie dann mit Frank Millers neuem Stil große Popularität. Dies galt auch für Miller selbst, dessen erster Comic Daredevil war und der so in die Lage versetzt wurde, mit Ronin 1983 seine erste Graphic Novel zu erschaffen. Die von ihm geschaffene Elektra griff er später in Form einer eigenen Serie wieder auf. Richard Reynolds nennt die 1987 mit dem Kirby Award geehrte Geschichte Daredevil – Born Again eine von Millers „breit angelegten Parabeln über die dunkle Seite des amerikanischen Traums“. Dem Zeichner David Mazzucchelli gelinge es „vorzüglich, die Stimmung einzufangen und die Szenen aus Murdocks Privatleben in eine Atmosphäre permanenter Bedrohung zu tauchen.“ Die Actionszenen seien gekonnt und lebendig mit verschiedenen Perspektiven in Szene gesetzt.
Bereits 1986 war die Serie für die Geschichte Apocalypse mit dem Kirby Award ausgezeichnet worden. Sie erhielt außerdem 2003 einen Eisner Awards für den Autor Brian Michael Bendis und den Zeichner Alex Maleev. 2012 und 2013 folgten vier weitere Eisner Awards. 2007 erhielt Autor Ed Brubaker einen Harvey Award für seine Arbeit an Daredevil. Das Magazin Empire nennt Daredevil auf Platz 37 der „50 Besten Comicfiguren“. Er sei einer der ersten der düsteren, skrupellosen Antihelden von Marvel und ausgestattet mit einer reizvollen, widersprüchlichen Persönlichkeit.